# Säynää
Säynää eller Säynäjäjärvi är en sjö i Finland. Den ligger i kommunen Hyrynsalmi i landskapet Kajanaland, i den centrala delen av landet, 500 km norr om huvudstaden Helsingfors. Säynää ligger 200,3 meter över havet. Arean är 1,09 kvadratkilometer och strandlinjen är 6,37 kilometer lång. Sjön  ingår i Uleälvens huvudavrinningsområde. 